# Henri Danoy
Henri Danoy, ou en catalan Enric Danoy i Bru, né à Saint-Laurent-de-la-Salanque (Pyrénées-Orientales) le 27 janvier 1859 et mort le 22 août 1928, est un dramaturge et linguiste français.
Avec son ami Simon Siné, il créa un genre d'opérette roussillonnaise. Son œuvre, sans valeur littéraire, est un trésor pour les chercheurs de la langue catalane.

## Œuvres

### En catalan
- (ca) Hast' a la Mort ! Tragi-comédia en tres Actes y en Versos Catalans, Perpignan, Imprimerie Barrière et Cie, 1924 (lire en ligne).

### En français
- La truffe noire et les truffières rationnelles dans le département du Vaucluse, contenant une préface sur la Mutualité Agricole par MM. Henry Danoy et Joseph Martin, propriétaire, Editorial Seguin, Avinyó, 1910

### En occitan
- Esteleto, la fado di tourre d'Ate. Imprimerie Lanet, Ate, 1911
- Mouloun d'auvàri en sounetoun prouvençau. Imprimerie Lanet, Ate, 1912
- Garço m'acò dins lou Couloun. Imprimerie Lanet, Ate, 1912
- Embaumo!, Imprimerie Mistral, Cavalhon, 1921